# Castaño de Abajo
Castaño de Abajo är en ort i Mexiko.   Den ligger i kommunen San Miguel de Allende och delstaten Guanajuato, i den centrala delen av landet, 230 km nordväst om huvudstaden Mexico City. Castaño de Abajo ligger 2 040 meter över havet och antalet invånare är 107.
Terrängen runt Castaño de Abajo är platt åt nordväst, men åt sydost är den kuperad. Runt Castaño de Abajo är det ganska tätbefolkat, med 108 invånare per kvadratkilometer. Närmaste större samhälle är Colonia San Luis Rey, 19,9 km sydväst om Castaño de Abajo. Trakten runt Castaño de Abajo består i huvudsak av gräsmarker.